# Монлюсон

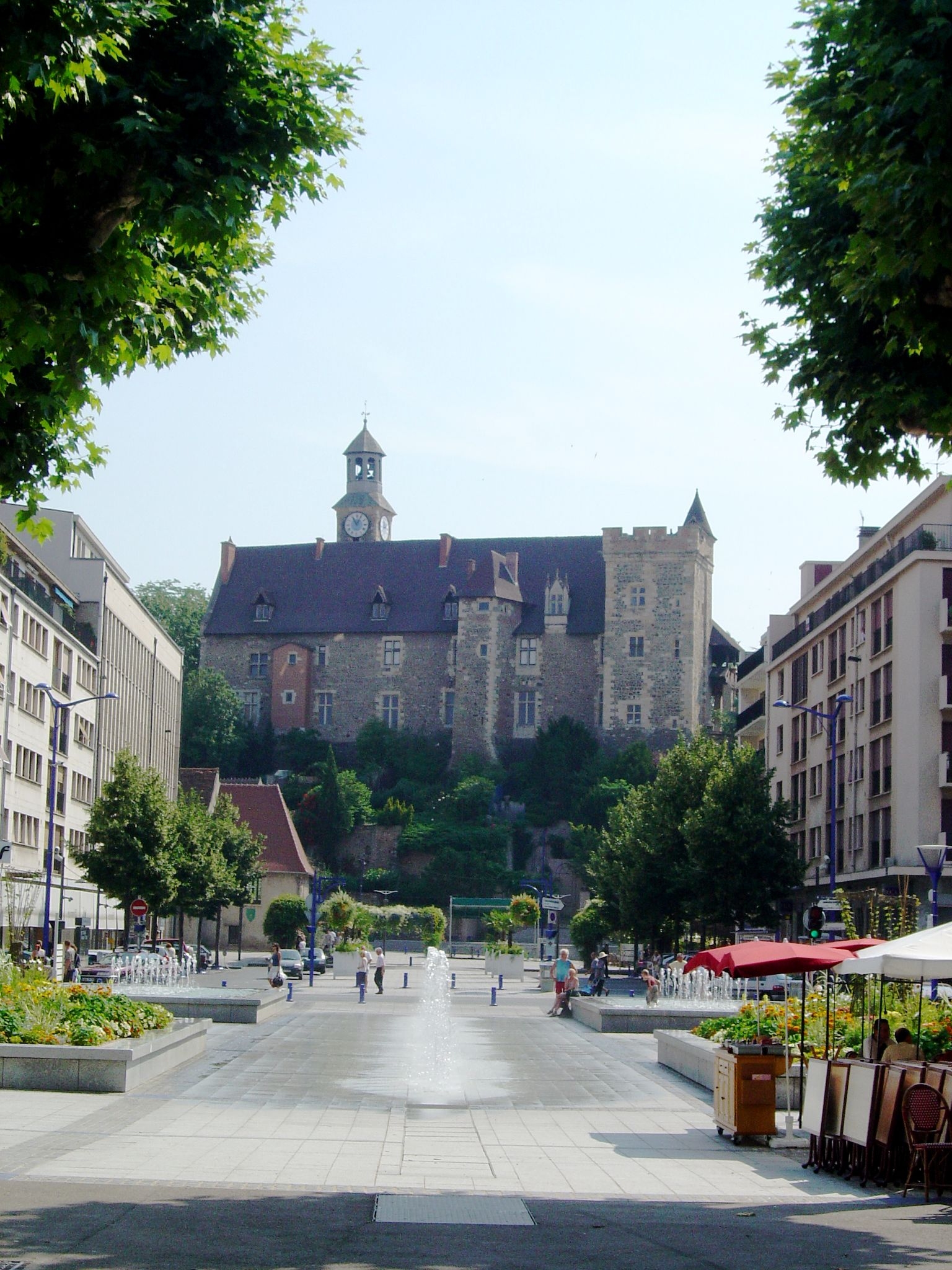
Замок герцогов Бурбонских

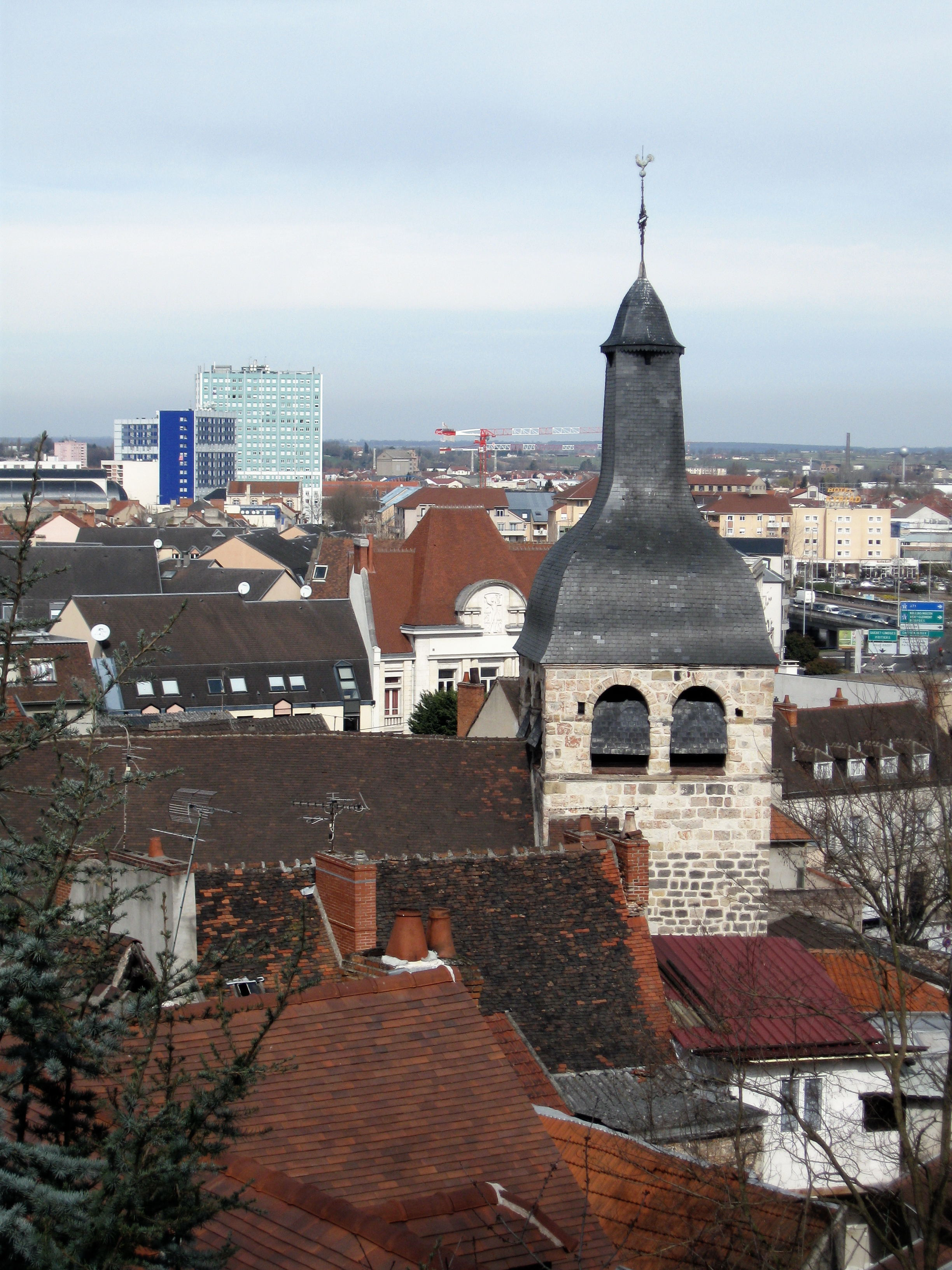
Церковь святого Петра

Монлюсон (фр.  Montluçon) — самый крупный город департамента Алье в регионе Овернь Франции.
Город является супрефектурой округа Монлюсон, состоящего из 12 кантонов.

## География
Монлюсон расположен в центральной части Франции, на северо-западе департамента Алье. Он лежит в излучине верхнего течения реки Шер, в конечном пункте канала Берри, на холме.

## История
Молюсон, бывший частью герцогства Бурбонского, был захвачен англичанами в 1171 году, а затем Филлипом II Августом в 1181 году.
В XIV веке Людовик II де Бурбон-Конде перестроил замок и крепостной вал. В 1529 году Монлюсон и другие города Бургундии перешли французской короне, а Генрих IV Наваррский модернизировал его укрепления.
В 1791 году город становится административным центром, а затем, благодаря каналу Барри и железной дороге, промышленным центром. Население города увеличилось с 5000 жителей (1830) до 50 000 (1950).
Во время Второй мировой войны немцы оккупировали шинный завод Dunlop в Монлюсоне и устроили там лабораторию по получению синтетического каучука. Город был подвергнут бомбардировкам союзных войск для уничтожения его промышленного потенциала.

## Экономика
Город является промышленной метрополией Бурбоне с многочисленными предприятиями. Индустриальный расцвет города начался после строительства канала Берри в 1841 году, соединявшего железорудные месторождения Берри с угольными копями Комментри.
После экономического кризиса в начале XX века в городе доминируют машиностроение, химическая, электротехническая и мебельная промышленность.

## Достопримечательности
- Старый город с его извилистыми, крутыми узкими улочками и домами XV—XVI веков расположен на высоком правом берегу Шер.
- Романская церковь Святого Петра (XII—XIII век) в северной части старого города с купелью и статуей Марии Магдалины XV века
- Романско-готическая церковь Нотр-Дам (XIV век)
- Замок герцогов Бурбонских (середина XIII века) на холме Мон-Люсон, возвышающийся над городом
- Музей музыки и французского Сопротивления (в замке) — имеет более 700 старинных и современных музыкальных инструментов, а этажом выше находится экспозиция, рассказывающая об истории движения Сопротивления в регионе и во Франции.
- Музей-замок де-ла-Лувьер, стилизованный под Ancien Régime и построенный в 1926 году в итальянско-английской манере, стоит посреди большого парка.

## Транспорт
- Воздушный:

небольшой аэропорт в 30 км от Монлюсона, выполняющий преимущественно рейсы в Париж, интернациональное сообщение осуществляется из аэропорта Клермон-Ферран.
- Наземный:

железнодорожное сообщение с вокзала Монлюсона,
автомобильное сообщение.

## Знаменитые уроженцы
- Андре Мессаже (1853—1929) — французский композитор.
- Робер Соэтан (1897—1997) — французский скрипач.
- Одри Тоту (р. 1976) — французская киноактриса.

## Города-побратимы
- Хаген, Германия